# The Confederate Spy
Pour plus de détails, voir Fiche technique et Distribution.
The Conféderate Spy est un film muet d'espionnage américain, produit par Kalem Company, réalisé par Sidney Olcott, sorti en 1910. Le film dure 15 minutes (1 bobine ; longueur originale de la sortie 960 pieds), et l'histoire se déroule pendant la guerre civile américaine,.

## Production
La production a été tournée à Jacksonville, en Floride, où la Kalem Company a installé un studio. Le film a été réalisé par Sidney Olcott, avec un scénario de Gene Gauntier, qui joue également le personnage principal. Le film contient onze scènes. Le film est sorti le 9 février 1910 à New York et le 29 février 1912 à Londres.

## Parcelle
Le film commence en 1857 et suit un vieil esclave noir nommé Oncle Daniel, le contremaître, qui fait preuve de loyauté envers son Lord Ward et Lady Charlotte, propriétaires de la plantation. Trois ans plus tard, son maître Ward est désormais un jeune lieutenant confédéré envoyé en mission dangereuse pour capturer les plans secrets de l'Union, mais il est blessé et les papiers doivent être remis par le fidèle esclave Oncle Daniel.
Au cours de l'intrigue, l'oncle Daniel défend la dame contre des guérilleros dans une cabane du marais, protège son maître blessé et livre les plans secrets à un général confédéré. Après qu'un escadron du Sud ait sauvé le seigneur blessé, il est informé que l'oncle Daniel a livré les plans en toute sécurité. Le vieil homme tend la main à l'oncle Daniel qui la prend avec hésitation puis Charlotte place la sienne entre leurs mains jointes. Le courageux vieil Oncle Daniel a été fidèle à sa confiance et a non seulement protégé sa femme, mais a également sauvé la vie et l'honneur de son maître.

## Distribution
Selon l'article de Gene Gauntier, "Blazing the Trail", dans Woman's Home Companion de décembre 1928, les autres acteurs de Kalem Co. en Floride à cette époque étaient George Melford, Jane Wolfe, Robert Vignola, Kenean Duel, James Vincent et Tommy Santley.

## Fiche technique
- Titre original : The Bravest Girl in the South
- Réalisateur : Sidney Olcott
- Photographie : George Hollister
- Société de production : Kalem Company
- Pays : États-Unis
- Lieu de tournage : Jacksonville (Floride)
- Longueur : 960 pieds
- Date de sortie :
  - États-Unis : 9 février 1910 (New York)